# Ixcatlán, Hidalgo
Ixcatlán är en ort i Mexiko.   Den ligger i kommunen Huejutla de Reyes och delstaten Hidalgo, i den sydöstra delen av landet, 190 km norr om huvudstaden Mexico City. Ixcatlán ligger 865 meter över havet och antalet invånare är 1 873.
Terrängen runt Ixcatlán är huvudsakligen kuperad, men söderut är den bergig. Ixcatlán ligger uppe på en höjd. Runt Ixcatlán är det ganska tätbefolkat, med 248 invånare per kvadratkilometer. Närmaste större samhälle är Huejutla de Reyes, 13,6 km nordost om Ixcatlán. I omgivningarna runt Ixcatlán växer i huvudsak städsegrön lövskog.